# Olanchito (ort)
Olanchito är en ort i Honduras.   Den ligger i kommunen Olanchito och departementet Departamento de Yoro, i den centrala delen av landet, 170 km norr om huvudstaden Tegucigalpa. Olanchito ligger 158 meter över havet och antalet invånare är 25 969.
Terrängen runt Olanchito är varierad. Runt Olanchito är det ganska tätbefolkat, med 144 invånare per kvadratkilometer. Olanchito är det största samhället i trakten. Omgivningarna runt Olanchito är en mosaik av jordbruksmark och naturlig växtlighet.